# کیتسمن
کیتسمن (به روسی: Кіцмань) شهری در استان چرنیوتسی در کشور اوکراین واقع شده‌است. جمعیت این شهر ۶,۱۳۵ نفر (۲۰۲۱ تخمینی) است.